# Réserve biologique intégrale de la Combe de l'If
Ne doit pas être confondu avec Réserve biologique intégrale de la Combe d'Ire.
La réserve biologique intégrale de la Combe de l'If est une aire protégée de France ayant le statut de réserve biologique intégrale. Elle se trouve dans le centre du massif de la Chartreuse, sur l'ubac du Charmant Som, couvrant la combe de l'If. Elle mesure 36,72 hectares de superficie sur la commune de Saint-Pierre-de-Chartreuse en Isère.